# Каталле Тояма
«Каталле Тояма» (яп. カターレ富山 Ката:рэ Тояма, англ. Kataller Toyama) — японский футбольный клуб из города Тояма, в настоящий момент выступает в Джей-лиге 2, втором по силе дивизионе страны.
Клуб был основан в 2007 году, в результате слияния футбольных команд компаний «YKK» и «Хокурику Электрик». В 2008 году клуб вошёл в профессиональную футбольную Джей-лигу, с 2009 года и по сей день играет в её втором дивизионе, преимущественно занимая места в нижней части турнирной таблицы. Лучшим результатом клуба во втором дивизионе Джей-лиги, является 13-е место в 2009 году. Домашние матчи команда проводит на стадионе «Тояма Атлетик», вмещающем 28 494 зрителя. Слово «Каталле» в названии клуба — это слияние слов «катарэ» (яп. 勝たれ побеждать) из диалекта хокурику, на котором говорят в Тояме, и французского «алле» (фр. aller вперёд).